# Chiozoon
Chiozoon – rodzaj stawonogów z wymarłej gromady trylobitów, z rzędu Phacopida.
Żył w okresie syluru (wenlok).